# Biernatów (województwo opolskie)
Biernatów (niem. Berndau) – wieś w Polsce, położona w województwie opolskim, w powiecie głubczyckim, w gminie Głubczyce. Historycznie leży na Górnym Śląsku, na ziemi prudnickiej.
W latach 1975–1998 miejscowość administracyjnie należała do ówczesnego województwa opolskiego.
We wsi ma swoją siedzibę leśnictwo Biernatów, które należy do nadleśnictwa Prudnik (obręb Prudnik).
| SIMC    | Nazwa       | Rodzaj     |
| ------- | ----------- | ---------- |
| 0494108 | Biernatówek | przysiółek |

## Historia
Do 1742 wieś należała do powiatu sądowego głogóweckiego w Monarchii Habsburgów. Po I wojnie śląskiej znalazła się w granicach Królestwa Prus i weszła w skład powiatu prudnickiego w prowincji Śląsk. W związku z reformą administracyjną, w 1816 Biernatów został odłączony od powiatu prudnickiego i przyłączony do głubczyckiego.
Do głosowania podczas plebiscytu na Górnym Śląsku uprawnione były w Biernatowie 123 osoby, z czego 86, ok. 69,9%, stanowili mieszkańcy (w tym 84, ok. 68,3% całości, mieszkańcy urodzeni w miejscowości). Oddano 122 głosy (ok. 99,2% uprawnionych), w tym 122 (100%) ważne; za Niemcami głosowało 121 osób (ok. 99,2%), a za Polską 1 osoba (ok. 0,8%).

## Turystyka
Oddział PTTK „Sudetów Wschodnich” w Prudniku ustanowił turystyczną Odznakę Krajoznawczą Ziemi Prudnickiej, którą zdobywa się poprzez zwiedzenie odpowiedniej liczby obiektów w miejscowościach położonych na ziemi prudnickiej, w tym w Biernatowie.